# Bumblebee (Leadの曲)
「Bumblebee」（バンブルビー）は、日本のダンスボーカルユニットLeadの29枚目のシングル。2018年4月25日にFLIGHT MASTERから発売された。

## 概要
2018年3月14日、同年第1弾シングルとして発売されることが発表され、3月24日にはビジュアルが公開された。また、3月30日にはMVが公開された。

## CD収録曲
1. Bumblebee
  - Words：鍵本輝 / Rap Lyrics：谷内伸也 / Music：Drew Ryan Scott, Darren “Baby Dee Beats” Smith, Sean Alexander
2. 雫〜Sizk〜
  - Words：shungo. / Music：PHANTOM, 345, PIUS
3. Rosario〜ロザリオ〜
  - Words：shungo. / Music：MUSOH, PHANTOM, ERIK LIDBOM

※形態により収録曲は異なる。

## 発売形態
1. 初回限定盤A [CD＋DVD]
[DVD]Bumblebee-Music Video- / Bumblebee-Behind the Music Video-
2. 初回限定盤B [CD＋DVD]
[DVD]Special Interview / Bumblebee-Behind the Photo Shooting-
3. 初回限定盤C [CD＋スペシャルブックレット]
Special Photo Booklet（24P予定）
4. 通常盤 [CD Only]

※ジャケットはそれぞれ異なる。